# Jonker Afrikaner
Pour les articles homonymes, voir Afrikaner.
Jonker Afrikaner (né vers 1785-1861) était le chef de la tribu des Oorlams dans le Sud-Ouest africain/Namibie.

## Biographie
Fils de Jager Afrikaner (1760-1823) « captain » des Orlam Afrikaners, Jonker Afrikaner est né vers 1785 à Roode Zand (Groot Vlakte) près de Tulbagh dans la colonie du Cap en Afrique du Sud. 
Après avoir quitté la colonie, Jager Afrikaner s'établit à Blydeverwacht (||Khauxa!nas) en 1823 au nord du fleuve Orange. Son fils entreprend de continuer vers le nord avec 300 membres de la tribu où ils conquièrent un vaste territoire dans le Namaland et le Damaraland (sud et centre du Sud-Ouest africain). Vers 1836-1840, les Orlaams de Jonker Afrikaner s'établissent à Windhoek, alors appelée Winterhoek. En 1836/37, il obtient l'établissement d'une mission de l'explorateur britannique James Edward Alexander.
En 1840, une église pouvant accueillir 500 à 600 personnes est construite à Windhoek. En 1842, les deux premiers missionnaires rhénans Carl Hugo Hahn et Franz Heinrich Kleinschmidt arrivent à Windhoek.
C'est à cette époque que Jonker Afrikaner entreprend de développer son territoire en construisant ou en aménageant des routes, notamment en reliant Windhoek à Walvis Bay. Après avoir battu les autres clans hereros, namas ou damaras, il entreprend de former des alliances ou des pactes d'assistance avec eux (paix de Noël en 1842). 
En 1844, il laisse cependant son allié herero, le chef Kahitjene, être attaqué par une tribu rivale. Cette défaite lui sert à prendre le contrôle du commerce des armes et des chevaux. C'est également en 1844 qu'il demande aux missionnaires méthodistes de l'English Wesleyan Mission, Richard Haddy et Joseph Tindall, de venir à Windhoek remplacer les missionnaires rhénans qui, selon lui, s'occupaient trop de politique. En 1846, il accuse même Hahn d'être responsable du déclenchement des hostilités entre namas et hereros alors que Hahn dénonce l'hypocrisie et la soif de pouvoir de Jonker. 
En 1849, les hostilités sont au plus haut entre Jonker et les Hereros. 
En 1850, Jonker Afrikaner exploite la première mine de cuivre du sud-ouest africain sur le site du futur Khomas Hochland. En août, il attaque la mission rhénane de Okahandja. 
En 1854, il prend le contrôle de Okahandja et du territoire herero. 
Dans les années qui suivent, les alliances varient d'un mois sur l'autre mais la domination des Orlaams est constante. Les différents conflits favorisent cependant le commerce des européens, particulièrement les vendeurs d'armes à feu même si, avec les missionnaires, ils favorisent les clans anti-Orlaams. La devise de Jonker Afrikaner se résume d'ailleurs en : "L'Afrique aux Africains mais à nous le Namaland et le Hereroland ".
Au début des années 1860, c'est au tour de l'Ovamboland et du Kaokoveld d'être les cibles des razzias des Orlaams. 

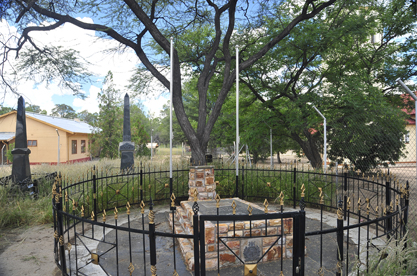
Tombe de Jonker Afrikaner à Okahandja, 2014

Le 18 août 1861, Jonker Afrikaner meurt à Okahandja. 
Son successeur fut son fils Christian Afrikaner (|Haragab).